# Мис Обсервації
64°45′44″ пн. ш. 177°34′03″ сх. д. / 64.76222° пн. ш. 177.56750° сх. д.

Мис Обсервації — мис на півдні Чукотки, омивається Анадирською затокою Берингового моря.
Є північним вхідним мисом горла річки Анадир і південно-східним вхідним мисом бухти Дрібна.
Свою назву отримав в кінці XIX століття в період геодезичних досліджень Анадирського лиману, під час яких тут було встановлено гідрографічний знак. Цим же пояснюється чукотська назва мису "Унпъэныткын" — «мис за стовпом» .
Високий і крутий мис Обсервації з південної сторони відрізняється червонуватим відтінком його глинистого обриву. Мис приглуб, глибини з південно-західної сторони досягають 10 м. Там же притоплені дві баржі, до яких можуть швартуватися маломірні судна і самохідні баржі. Біля мису споруджений пірс нафтобази довжиною 55 м і шириною 35 м, з мінімальною глибиною біля його краю 2,7 м. На вершині мису встановлений навігаційний світловий знак .
На мисі Обсервації діє метеорологічна станція, перші спостереження за погодою почалися тут в 1889 році. У 2002 році на мисі була побудована вітро-дизельна електростанція.
На мисі знаходяться поховання військових геодезистів, які проводили секретну топозйомку для будівництва ядерної бази.